# Запата (округ)
Округ Запата (англ. Zapata county) — округ штата Техас Соединённых Штатов Америки. На 2000 год в нем проживало 12 182 человек. По оценке бюро переписи населения США в 2009 году население округа составляло 14 036 человек. Окружным центром является город Запата.

## История
Округ Запата был сформирован в 1858 году. Он был назван в честь Антонио Сапата, фермера, восставшего против мексиканского правительства.

## География
По данным бюро переписи населения США площадь округа Запата составляет 2740 км², из которых 2582 км² — суша, а 159 км² — водная поверхность (5,80 %).

### Основные шоссе
- Шоссе 83
- Автострада 16

### Соседние округа и муниципалитеты
- Уэбб  (север)
- Джим-Хогг  (восток)
- Старр  (юго-восток)
- Нуэва-Сьюдад-Герреро, Тамаулипас, Мексика  (запад)